# Arc circumhoritzontal

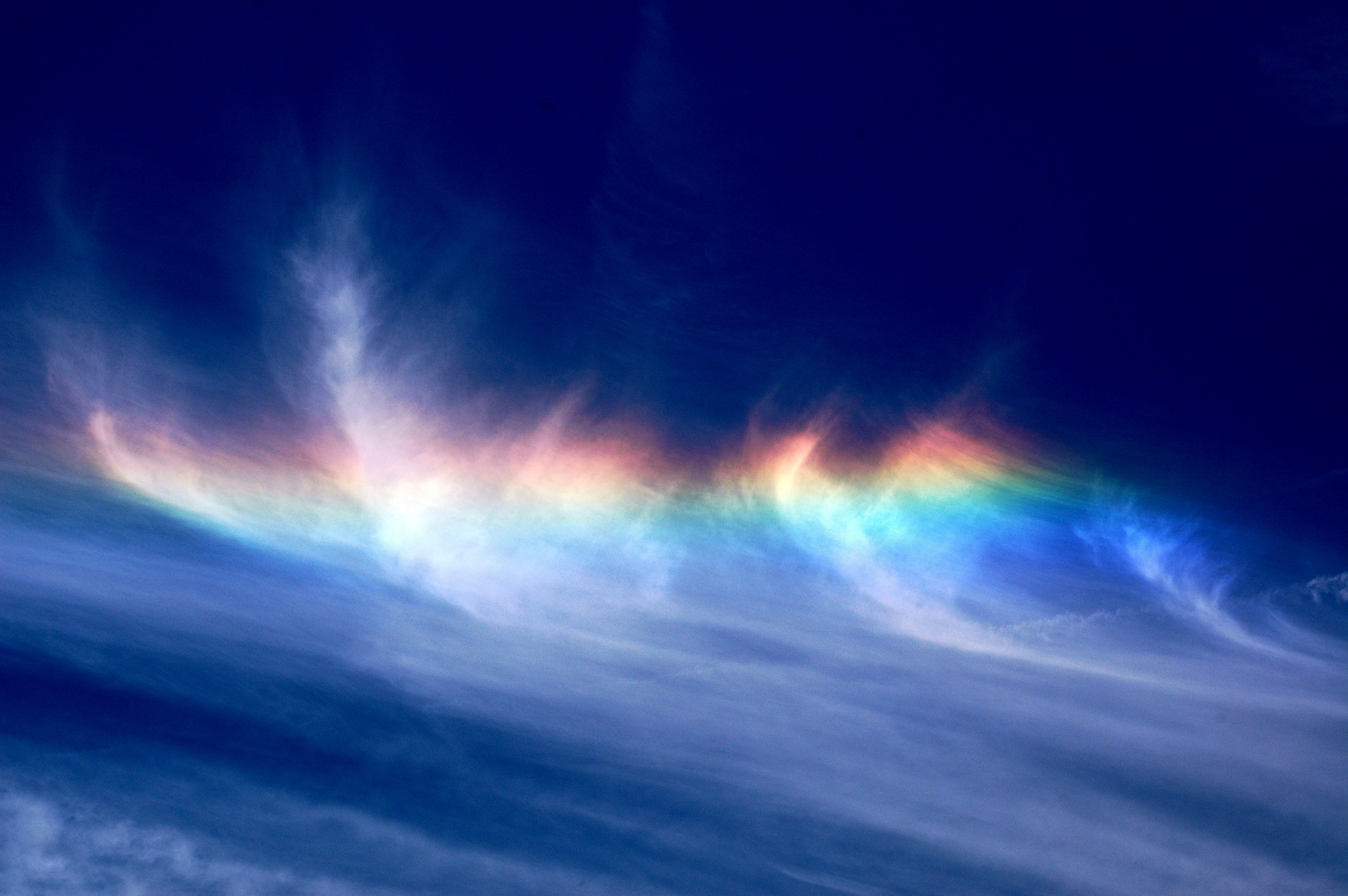
Arc de Sant Martí de foc.

Un arc circumhoritzontal (això és, horitzontal a la superfície terrestre) o arc de Sant Martí de foc és un fenomen òptic atmosfèric en forma d'halo similar a un arc de Sant Martí, però es diferencia que és més curt, de major gruix i no és causat per la refracció de llum en gotes d'aigua, sinó a través de cristalls de gel en núvols cirrus.
Té lloc solament quan el sol està alt en el cel, almenys 58° sobre l'horitzó, i solament pot ocórrer en presència de núvols cirrus. Per això no pot ser observat en latituds superiors a 55°, excepte ocasionalment des de muntanyes.
El fenomen és bastant rar perquè els cristalls de gel han d'estar alineats horitzontalment per poder refractar un Sol ben alt. L'arc és format a mesura que els rajos de llum entren en els cristalls hexagonals plànols orientats horitzontalment a través d'una cara de costat vertical, i surten per la cara inferior. És la inclinació de 90° la que produeix els colors, i si l'alineació dels cristalls és correcta, fa que el núvol cirrus completa brilli com una flama iris.
Un arc circunhorizontal pot ser confós amb un arc infralateral quan el Sol està alt en el cel; el primer està sempre orientat horitzontalment mentre que el segon està orientat com una secció d'un arc de Sant Martí, per exemple com un arc estirant-se per a dalt de l'horitzó.
Un exemplar particularment bo (molt semblant al de la foto de l'inici) va ser fotografiat sobre el nord-oest de Idaho el 3 de juny del 2006, i va ser publicat en el New Scientist i el Daily Mail (aquest últim sota el subtítol de "Arc de Sant Martí en flames"). Com l'esdeveniment va ser regularment mostrat en National Geographic News, les notícies es van difondre ràpidament per Internet.

## Galeria

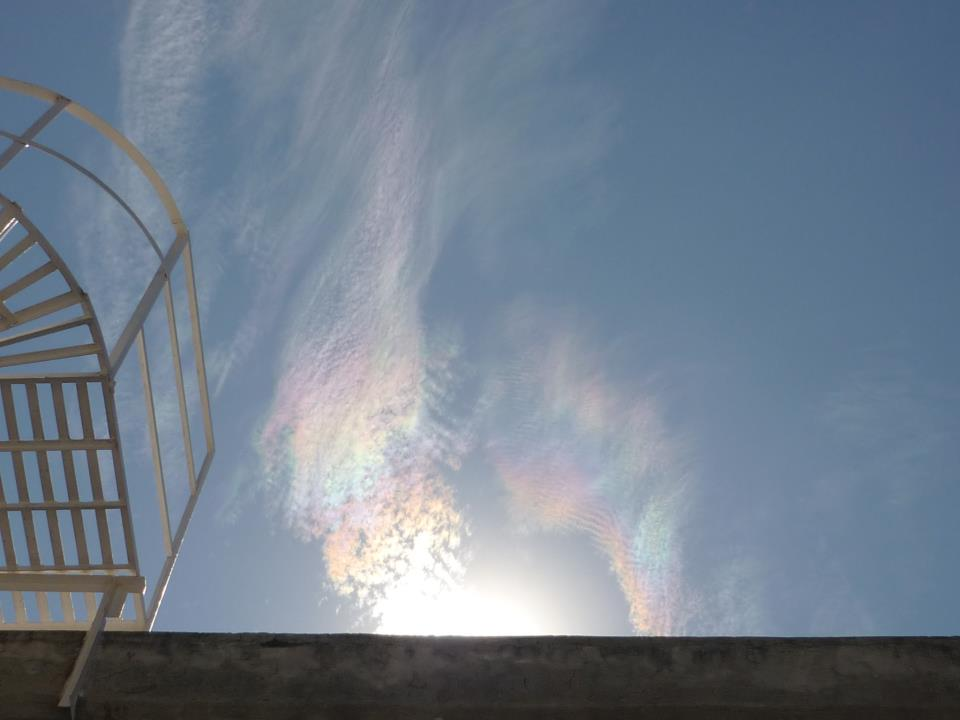
Arc circunhorinzontal fotografiat en Xochimilco, Ciutat de Mèxic, Mèxic. El 19 de febrer de 2012
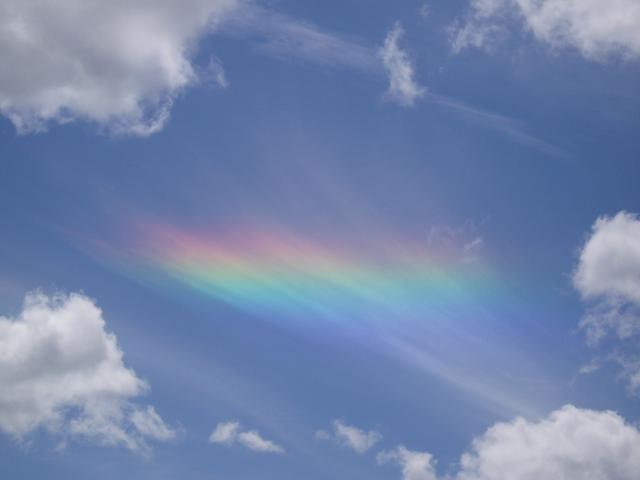
Arc circunhorizontal fotografiat en Coeur d'Alene, Idaho, el 3 de juny de 2006
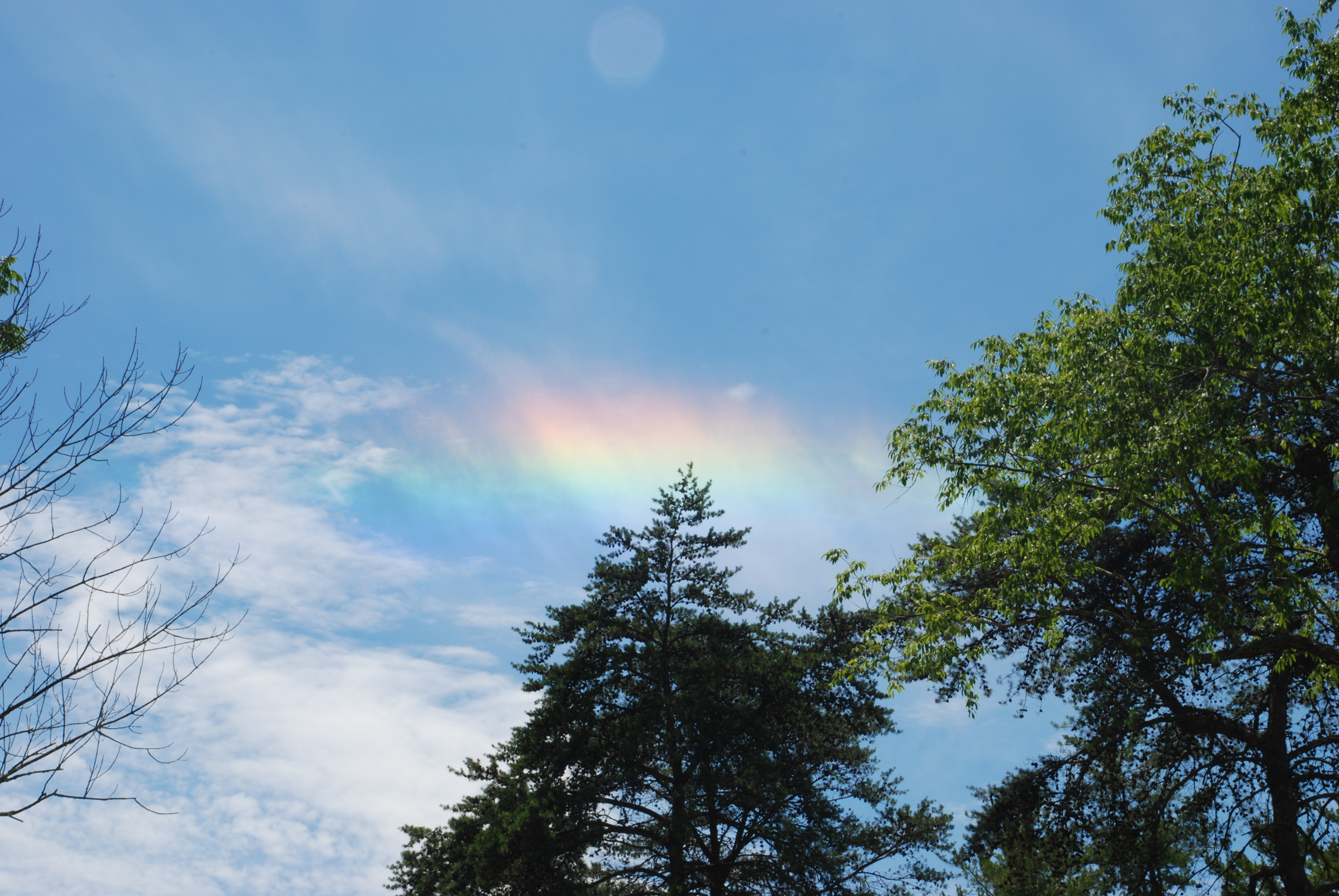
Arc circunhorizontal fotografiat en Hocking Hills, Ohio, el 30 de juny de 2007
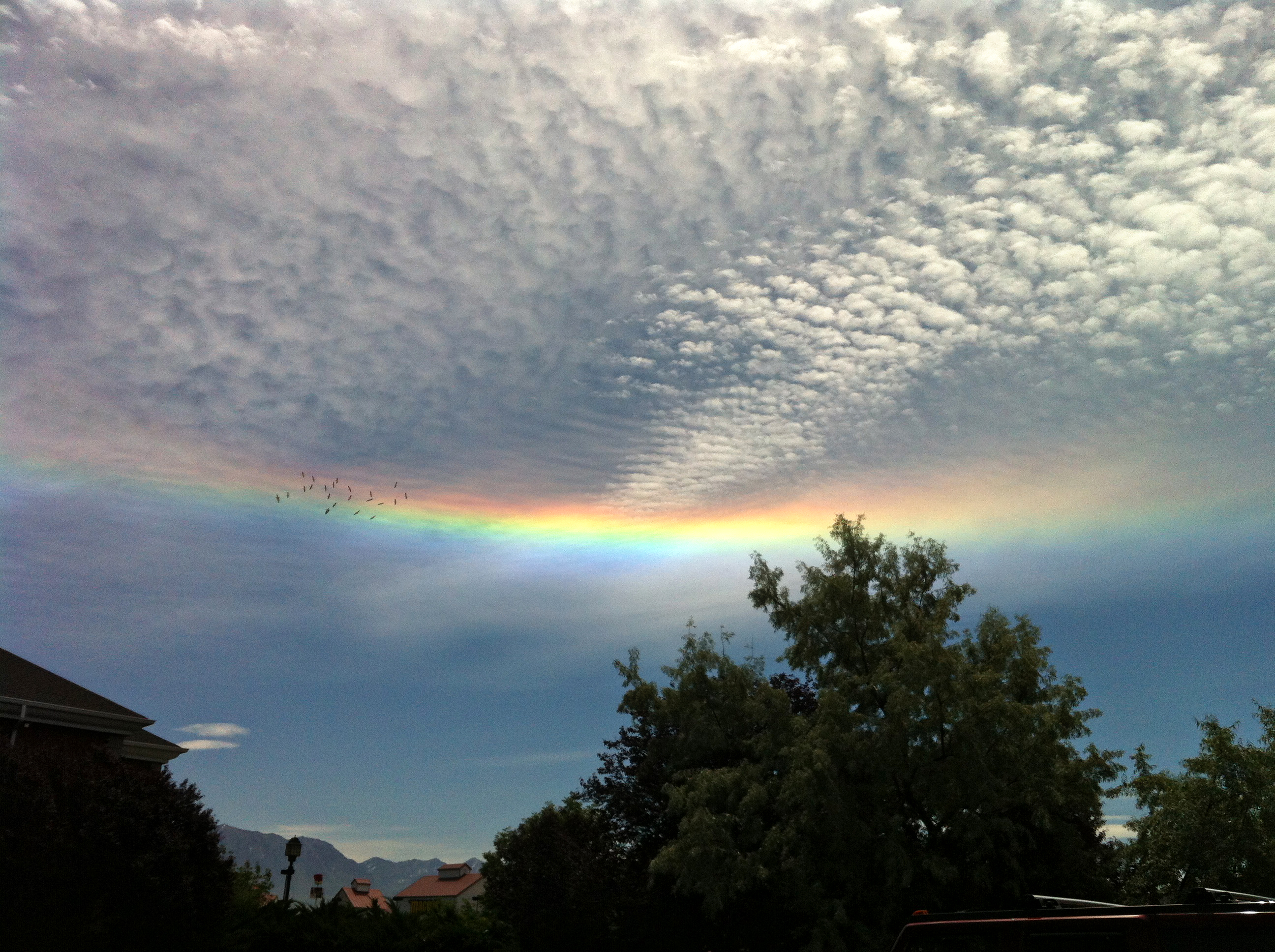
Arc circunhorizontal en Lehi, Utah.
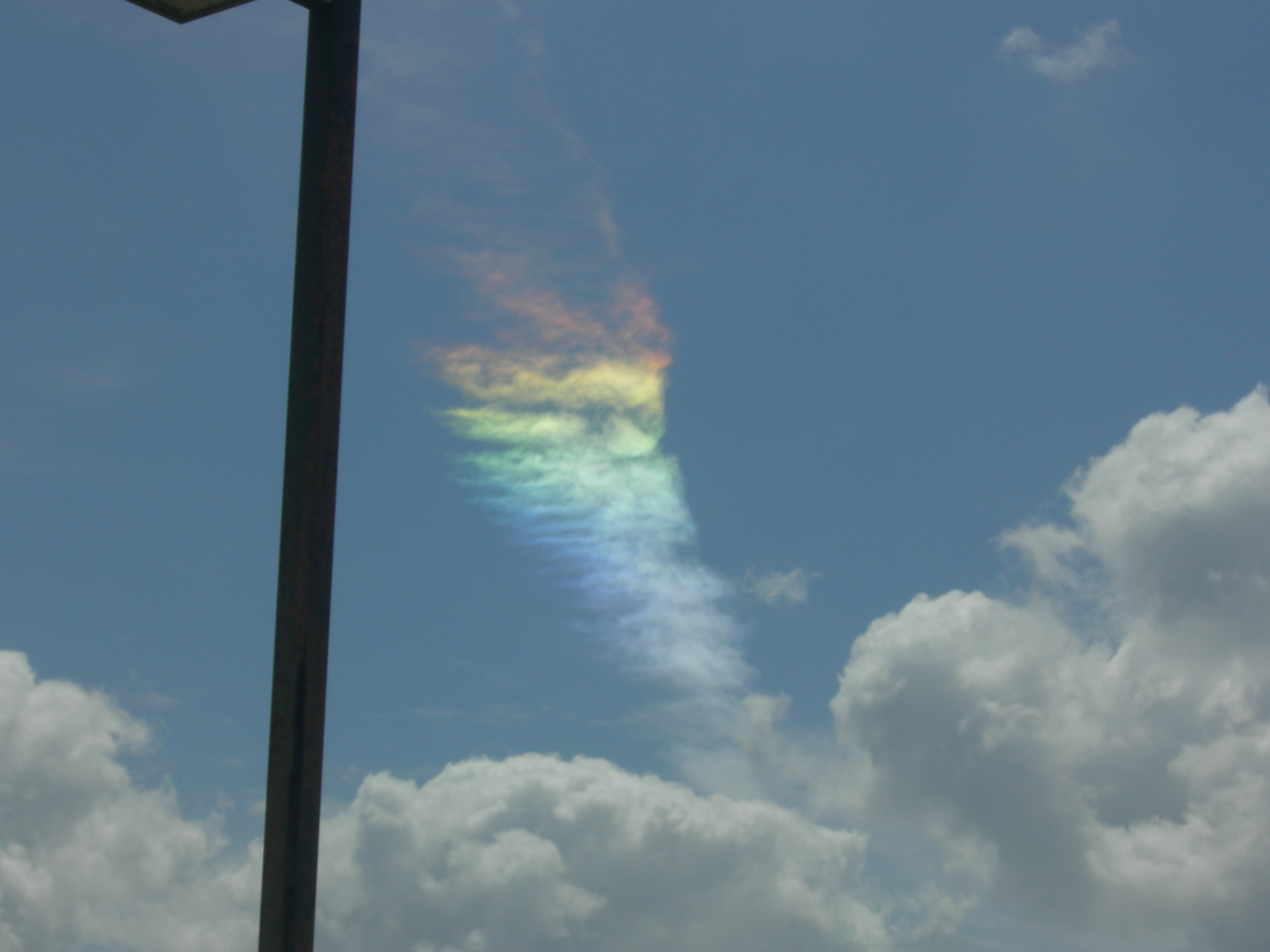
Arc circunhorizontal prop del Centre espacial John F. Kennedy
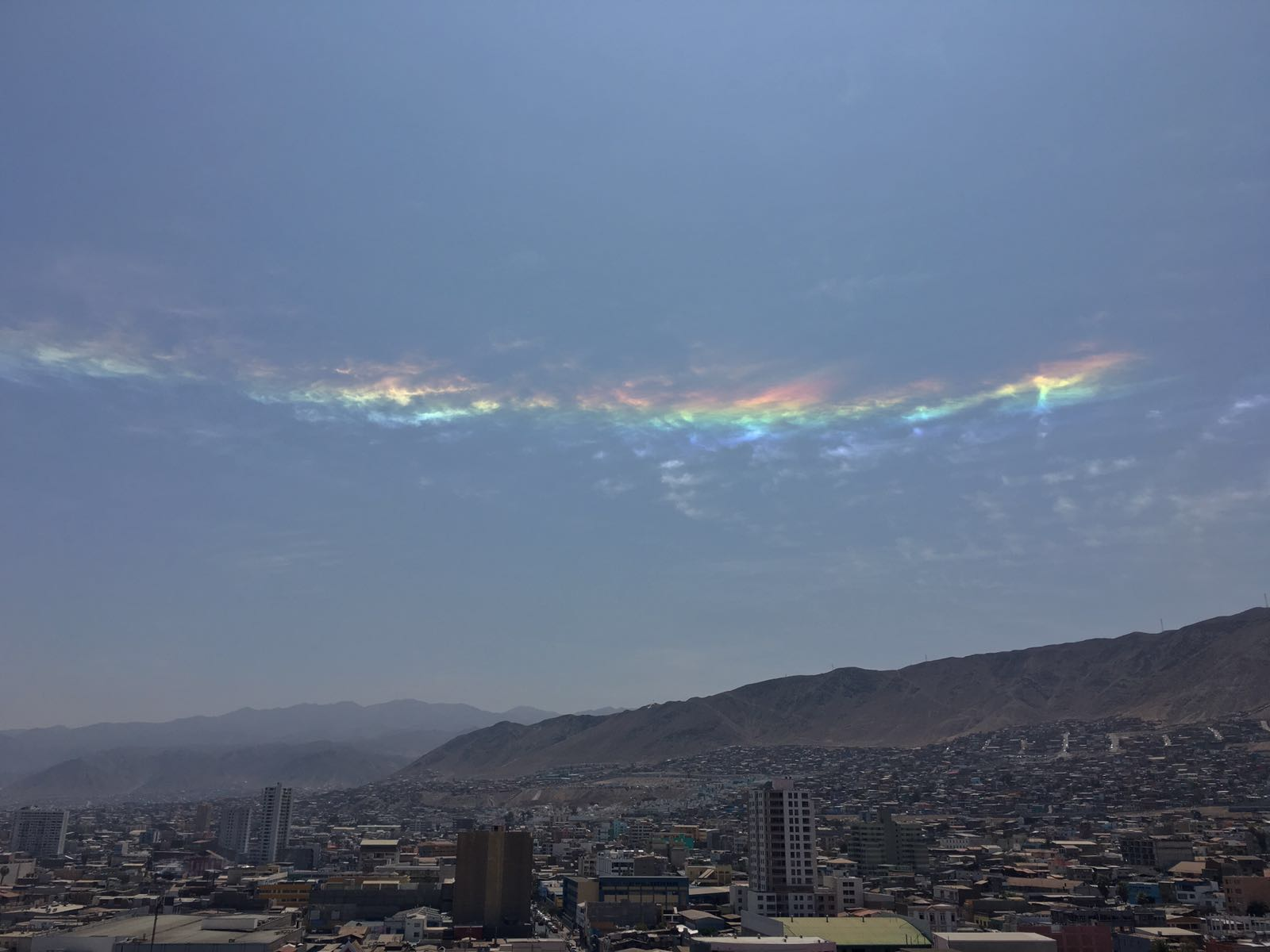
Arc circunhorizontal fotografiat en Antofagasta, Xile, el 17 de febrer de 2016